# FC Gießen
Maillots
Le FC Gießen (version longue : FC Gießen 1927 Teutonia/1900 VfB e. V., auparavant le SC Teutonia Watzenborn-Steinberg) est un club sportif originaire de Gießen ainsi que du quartier de Watzenborn-Steinberg de Pohlheim. Le club comprend notamment une section football et une section tennis. Originellement le club se nommait SC Teutonia Watzenborn-Steinberg et jouait en vert et blanc, mais à la suite de l'incorporation des équipes de football masculines du VfB Gießen, le club est rebaptisé et change de couleurs.
L'équipe première de football du club évolue en Regionalliga Sud-Ouest 2024-2025.

## Histoire

### SC Teutonia Watzenborn-Steinberg

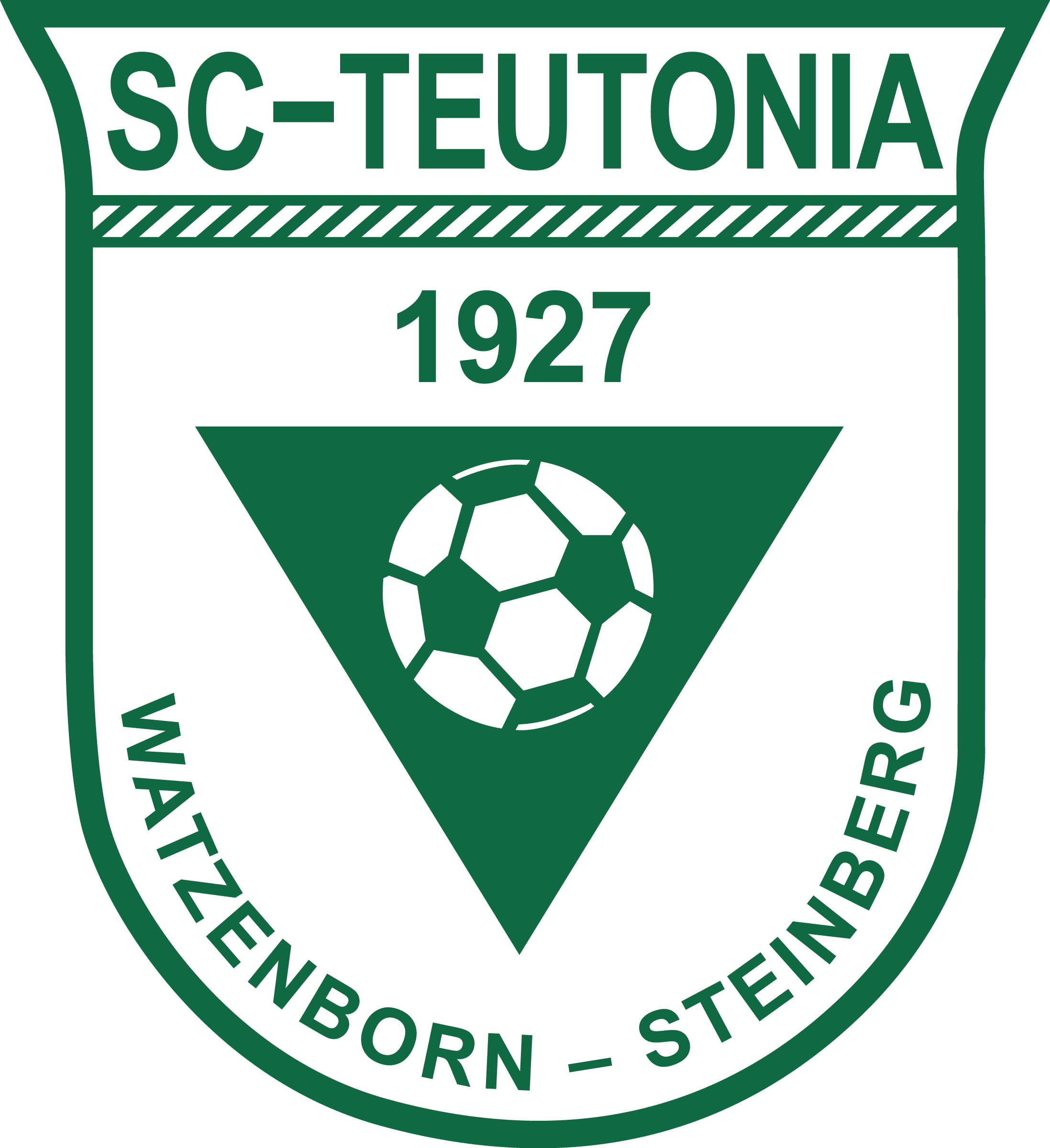
Logo du SC Teutonia Watzenborn-Steinberg

Le club est fondé le 1er novembre 1927 sous le nom de FC Teutonia Steinberg et jouait originellement en bleu et jaune. Au début des années 1930, le club prend le nom de FC-Teutonia Watzenborn-Steinberg, et commence à jouer en vert et blanc. En 1937, le club atteint la Bezirksklasse (soit la 2e division) et fait sensation en coupe. La qualification en Tschammerpokal, cependant, est manquée. En effet, pour des raisons inconnues, le match face au Borussia Fulda est annulé et le Borussia participe ensuite à la Tschammerpokal 1938, qui sera remportée par le Rapid Vienne. En 1939, le club remporte la Bezirksklasse et atteint le tour de promotion pour la Gauliga Hesse (1re division), mais est battue par le TSV 1860 Hanau. Après la fin de la Seconde Guerre mondiale, l'équipe de Watzenborn évolue en Landesliga Hesse, soit la plus haute ligue amateur, puis en 2. Amateurliga à partir de 1948. L'équipe remporte quatre ans plus tard sa division, mais perd 1-0 face au SpVgg 05/99 Bad-Homburg lors des éliminatoires pour la promotion en 1. Amateurliga Hesse. Quatre ans plus tard, le club manque à nouveau la promotion, cette fois face au Germania Marburg (de). À la fin des années 1950, le club connaît un déclin sportif, conduisant l'équipe à la B-Klasse, soit la 6e division, en 1961. Le club continue d'évoluer au niveau district jusqu'aux années 1990. Le club est promu en Bezirksliga (à l'époque la 7e division), puis en Bezirksoberliga Gießen/Marburg deux ans plus tard.
L'équipe rate ensuite la promotion en Landesliga Mitte lors du tour de promotion uniquement en raison d'une moins bonne différence de buts. En 2003, le club est relégué suite à une réforme de la ligue, mais remonte immédiatement. Le club se qualifie un an plus tard en Hessenpokal. La même année, en 2006, le club est promu en Landesliga (5e division) en qualité de vice-champion de Bezirksoberliga, mais est reléguée deux ans plus tard. En 2011, le club retourne dans la deuxième plus haute division hessoise, désormais appelée Verbandsliga et constituant la 6e division. Après avoir évité de justesse la relégation en 2014, le club remporte la Verbandsliga et est promu en Hessenliga. L'entrepreneur Jörg Fischer est à l'origine de l'essor du club. La montée en puissance sportive se poursuit en Hessenliga, et le club entre dans la trêve hivernale en tant que leader de Hessenliga 2015-2016. Le club poursuit sur sa lancée, et obtient la promotion en Regionalliga Sud-Ouest 2016-2017. Le club est immédiatement relégué, et finit 4e de Hessenliga en 2017-2018.

### VfB Gießen

Logo du VfB Gießen

Le VfB Gießen est fondé le 17 mai 1956 par la fusion du VfB 08 Gießen avec le SpVgg 1900 Gießen. À sa fondation, le club reprend la place du VfB 08 en Amateurliga Hessen, soit la 3e division. Au cours de la saison 1962-1963, l'équipe de Gießen remporte le championnat, mais n'est pas autorisé à être promu en raison d'une réforme de la ligue et de l'introduction de la Regionalliga. En 1964, 1972 et 1979, le VfB Gießen remporte la Hessenpokal. Lors de la saison 1979-1980, le club participe à la DFB-Pokal, mais est battu 4-2 par le FC 08 Hombourg au 1er tour. En 1982, le VfB Gießen est relégué de l'Oberliga Hesse et descend en Bezirksliga. En 1995, l'équipe revient en Oberliga et fait la une des journaux nationaux en signant le champion du monde Uwe Bein.
Cependant le club ne parvient pas à obtenir la promotion en Regionalliga et se retire d'Oberliga en 2001, citant des raisons financières. Ce n'est qu'en 2002 que le VfB Gießen prend un nouveau départ en Kreisliga B et joue de 2009 à 2017 en Verbandsliga Mitte, soit la 6e division. L'équipe féminine du club du VfB Gießen a participé à la DFB-Pokal, et après une exemption au 1re tour, le club perd contre le SC Sand. La championne du monde Nia Künzer a joué pendant sa jeunesse pour le VfB Gießen.

### FC Gießen
Depuis le 1er juillet 2018, le FC Teutonia Watzenborn-Steinberg évolue en Hessenliga sous le nom de FC Gießen dans de nouvelles couleurs, le rouge et le blanc. Le nom complet du club, FC Gießen 1927 Teutonia/1900 VfB e. V., évoque à la fois le Teutonia Watzenborn-Steinberg, fondé en 1927, et le VfB, dont l'un des précurseurs a été fondé en 1900. Le département de football du VfB Gießen est dissous le 30 juin 2018, et rejoint le club. À la fin de la saison 2018-2019, le club remporte la Hessenliga et obtient son ticket pour la Regionalliga Sud-Ouest. La saison 2019-2020 ayant été annulée en raison de la Covid-19, il est convenu qu'aucune équipe ne serait reléguée. Le FC Gießen avait terminé 15e. Au cours de la saison suivante, le club assure son maintien, en partie grâce à la réduction du nombre d'équipes reléguées. Lors de la saison 2021-2022, le club est relégué à deux journées de la fin de la saison. De retour en Hessenliga pour la saison 2022-2023, le club remplace presque tous ses joueurs, mais l'ancien joueur de Bundesliga Michael Fink reste. Le début de saison est lent, mais le club parvient ensuite à mener le championnat de la 14e à la 20e journée grâce notamment à une série de huit victoires, et douze matchs sans défaite. Le club est par la suite dépassé par la réserve de l'Eintracht Francfort, qui remportera le championnat, mais ne quittera pas la 2e place. Le club aurait pu participer aux barrages de promotion en Regionalliga Sud-Ouest face aux vice-champions d'Oberliga Bade-Wurtemberg et d'Oberliga Rhénanie-Palatinat/Sarre, mais le club renonce à la promotion. Le club remporte sa Kreispokal pour la deuxième fois après 2019 et participe à la Hessenpokal 2023-2024. Lors de la saison 2023-2024, le club remporte la Hessenliga et participe de ce fait à la Regionalliga Sud-Ouest 2024-2025. Il en sera cependant immédiatement relégué au terme de la saison.

## Infrastructures
L'équipe première du FC Gießen évolue dans le Waldstadion Gießen (en), qui peut accueillir 4999 spectateurs. L'équipe réserve ainsi que les équipes jeunes évoluent dans le Sportplatz An der Neumühle à Watzenborn-Steinberg (Pohlheim), qui est également le terrain d'entraînement de toutes les équipes. Au cours de la saison 2016-2017 de Regionalliga, le Teutonia évolue au Stadion Wetzlar et au Georg-Gaßmann-Stadion (en) à Marbourg.